# Фойтсберг (округ)
Фойтсберг (нем. Bezirk Voitsberg) — округ в Австрии. Центр округа — город Фойтсберг. Округ входит в федеральную землю Штирия. Занимает площадь 678,60 км². Население 53 588 чел. Плотность населения 79 чел./км².

## Административно-территориальное деление
1. Бернбах
2. Эдельшрот
3. Гайсталь-Зёдингберг
4. Хиршегг-Пак
5. Кайнах-бай-Фойтсберг
6. Кёфлах
7. Кроттендорф-Гайсфельд
8. Лигист
9. Мария-Ланковиц
10. Москирхен
11. Розенталь-ан-дер-Кайнах
12. Санкт-Мартин-ам-Вёльмисберг
13. Зёдинг-Санкт-Йоханн
14. Штальхофен
15. Фойтсберг